# Mario Benedetti

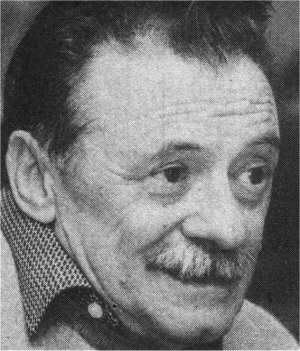
Mario Benedetti

Mario Benedetti (voller Name Mario Orlando Hamlet Hardy Brenno Benedetti Farugia; * 14. September 1920 in Paso de los Toros, Tacuarembó; † 17. Mai 2009 in Montevideo) war ein Journalist, Dichter und Schriftsteller aus Uruguay.

## Leben
Benedetti wurde als Sohn des italienischstämmigen Ehepaares Brenno Benedetti und Matilde Farugia geboren. Als er vier Jahre alt war, zogen seine Eltern mit ihm nach Montevideo. 1928 wurde er eingeschult und besuchte zunächst bis 1933 das Colegio Alemán, danach für ein Jahr das Liceo Miranda. 1934 trat er in die Escuela Raumsólica de Logosofía ein, eine Schule, die der Philosoph Carlos Bernardo González Pecotche (1901–1963) unter anderem zur Verbreitung seines Konzepts der Logosophie begründet hatte. 1935 begann er, auf dem Liceo Miranda für das Abitur zu lernen, musste aber seine Schullaufbahn aus finanziellen Gründen noch im selben Jahr beenden. Mit 14 Jahren begann er, für Will L. Smith, S.A. zu arbeiten, eine Firma für Autoersatzteile. Von 1938 bis 1941 lebte er überwiegend in Buenos Aires in Argentinien.
1945 ließ er sich erneut in Montevideo nieder und trat in die Redaktion der Wochenzeitung Marcha ein, für die er bis 1974 arbeitete, als die Zeitung unter der von Militärs stark beeinflussten Regierung Juan María Bordaberry geschlossen wurde. Seit 1954 war er Leiter der Literaturabteilung in der Redaktion. Als Meister der kleinen Form ironisierte er das saturierte Leben der Bürger Montevideos, die damals mit 45 Jahren in Rente gehen konnten.
Neben seiner Arbeit für Marcha leitete er seit 1948 die Literaturzeitung Marginalia (1948–1949). 1949 wurde er Mitglied der Redaktion der Literaturzeitschrift Número, einer der bedeutendsten jener Zeit in seinem Heimatland. 1964 wurde er Theaterkritiker und Mitverantwortlicher für die Literaturseite Al pie de las letras der Tageszeitung La mañana. Er schrieb Kinokritiken für La Tribuna Popular und wirkte an der humoristischen Zeitschrift Peloduro mit.
In Kuba war Benedetti 1966 Mitglied der Jury für den Kulturpreis der Casa de las Américas. Er nahm 1967 am Zweiten Lateinamerikanischen Schriftstellerkongress teil. Im selben Jahr wurde er in Kuba Mitglied des Direktionsrates der Casa de las Américas, dessen Literaturforschungszentrum er gründete und bis 1971 leitete.
1971 wurde er Direktor der Abteilung für Hispanoamerikanische Literatur der Geistes- und Naturwissenschaftlichen Fakultät (FHC) der Universidad de la República in Montevideo. Im selben Jahr gründete Benedetti, der bereits in der Protestbewegung gegen das 1948 in Rio de Janeiro unterzeichnete interamerikanische Militärabkommen aktiv gewesen war, gemeinsam mit Mitgliedern der Tupamaro-Bewegung die uruguayische Bewegung der Unabhängigen 26. März, die Teil der uruguayischen Linkskoalition Frente Amplio (dt. Breite Front) wurde. Benedetti war Anführer dieser Bewegung.
Nach dem Militärputsch von 1973 verlor er seine Stellung an der Universität und musste als Mitglied marxistischer politischer Gruppierungen Uruguay verlassen. Er ließ sich zunächst erneut in Buenos Aires nieder und ging 1976 nach Kuba, wo er Mitglied des Direktionsrates der Casa de las Américas wurde. 1980 zog Benedetti nach Palma. Seit 1982 schrieb er auf der Meinungsseite für El País. Seit 1983 lebte Benedetti in Madrid.
1985 kehrte er nach Uruguay zurück und lebte in der Folgezeit abwechselnd in Madrid und Montevideo. Mit seiner Rückkehr begann seine Schaffensperiode des desexilio (Entexil), die er in vielen Werken behandelte. Er wurde Mitglied des Herausgebergremiums der neuen Zeitschrift Brecha, die die Nachfolge von Marcha antrat.
Des Weiteren schrieb Benedetti auch für die chilenische Zeitung Punto Final. Auch gehörte er Jurys bei Literaturwettbewerben in Uruguay, Argentinien, Kuba, Panama, Ecuador, Mexiko und Spanien, sowie bei Internationalen Filmfestivals in Havanna, San Sebastian und Valladolid an.
Benedetti, dessen Debütwerk als Autor 1945 der Gedichtband La víspera indeleble darstellte, schuf im Laufe seines Lebens ein Gesamtwerk von insgesamt mehr als 80 Büchern. Seine Publikationen wurden in über 25 Sprachen übersetzt. Besonders erfolgreich war dabei sein 1960 erschienener Roman La tregua, der, übersetzt in 19 Sprachen, in mehr als 25 Ländern veröffentlicht wurde. Dessen Stoff fand später auch Umsetzung in Kino, Fernsehen, Radio und Theater. Auch der Roman Gracias por el fuego (1965) und drei Geschichten aus Las sorpresas (1975) sowie sein Theaterstück Pedro y el Capitán wurden fürs Kino adaptiert.
Der argentinische Spielfilm El lado oscuro del corazón („Die dunkle Seite des Herzens“) von Eliseo Subiela porträtierte 1992 einen uruguayischen Dichter in Buenos Aires unter Verwendung zahlreicher Gedichte Benedettis. Benedetti hatte einen Auftritt als deutscher Dichter. Der Film wurde unter anderem auf der Berlinale gezeigt und machte Benedetti einem breiteren Publikum bekannt.
Immer etwas im Schatten des Avantgardisten Onetti stehend, war Benedetti der traditionellere, aber auch politischere Autor.
1997 erhielt er den Ehrendoktortitel der Universität Alicante, der Universität Valladolid und der Universität von Havanna. Er war auch Ehrenmitglied der nationalen Akademie für Literatur in Montevideo.
Benedetti war seit 1946 mit Luz López Alegre verheiratet, die 2006 an Alzheimer starb. Sie blieb nach 1973 in Uruguay und kümmerte sich um ihre Eltern, so dass die Eheleute zehn Jahre lang getrennt leben mussten. Nachdem er eine Zeit lang jeweils sechs Monate jährlich in Spanien und Uruguay gelebt hatte, lebte er danach nur noch in Montevideo. Große Teile seiner Bibliothek in Madrid hat er einem Forschungsinstitut an der Universität Alicante übergeben.

## Werk

### Lyrik
- La víspera indeleble (1945)
- Poemas de oficina (1956)
- La casa y el ladrillo (1977)
- Viento del exilio (1982)
- Yesterday y mañana (1988)
- El amor, las mujeres y la vida. Poemas de amor (1996)
- La vida ese parentesis (1997)
- Defensa propia (2004) (ISBN 950-731-438-5)
- Little Stones At My Window (Zweisprachige Ausgabe; Übersetzung und Einleitung von Charles Hatfield) (ISBN 1-880684-90-X)

### Kurzgeschichten
- Montevideanos (1959)
- La muerte y otras sorpresas (1968)
- Con y sín nostalgia (1977)
  - Einzelerz., Übers. José Antonio Friedl Zapata: Beweisführung. In: Ein neuer Name, ein fremdes Gesicht. 26 Erzählungen aus Lateinamerika. Hg. wie Übers. Sammlung Luchterhand, 834. Neuwied, 1987, 1989, S. 39–47

### Essays
- El país de la cola de paja (1960)

### Romane
- La tregua (1960, dt. „Die Gnadenfrist“)
- Gracias por el fuego (1965, dt. „Danke für das Feuer“)
- El cumpleaños de Juan Angel (1971)
- Primavera con una esquina rota (1982, dt. „Frühling im Schatten“)
- Geografías (1984, dt. „Auf den Feldern der Zeit“)
- Las soledades de Babel (1991)
- La borra del café (1993, dt. „Das Mädchen und der Feigenbaum“)
- Andamios (1996)

### Theaterstücke
- Pedro y el capitán (1979; dt. „Pedro und der Hauptmann“)

### Verfilmungen seiner Werke (Auswahl)
- 1974 Der Waffenstillstand (La Tregua), Oscarnominierung in der Kategorie Bester fremdsprachiger Film
- 1992 Die dunkle Seite des Herzens (El Lado oscuro del corazón)
- 1996 Wach auf, Liebster! (Despabílate amor)

### Vertonung seiner Gedichte
Der katalanische Liedermacher und Musiker Joan Manuel Serrat vertonte folgende Gedichte von Mario Benedetti in spanischer und portugiesischer Sprache
- Currículum
- De árbol a árbol
- Defensa de la alegría
- El sur también existe
- Habanera
- Hagamos un trato
- Historia de vampiros
- Los formales y el frío
- Maravilla
- Papel mojado
- Testamento de miércoles
- Una mulher nua e no escuro (Portugiesisch)
- Vas a parir felicidad

## Preise
Benedetti erhielt zwischen 1949 und 1958 mehrfach den Preis des uruguayischen Bildungsministeriums, bevor er ihn wegen Unzufriedenheit mit den Vergaberegeln nicht annahm.
Die Verfilmung von Benedettis Werk Die Gnadenfrist (La tregua, deutscher Filmtitel: Der Waffenstillstand), eine argentinische Produktion des Regisseurs Sergio Renán, wurde für den Oscar 1975 als Bester fremdsprachiger Film nominiert, den allerdings Amarcord von Fellini gewann.
Vom kubanischen Staatsrat wurden ihm 1982 der Félix-Varela-Orden und 1989 die Haydeé-Santamaría-Medaille verliehen.
In Mexiko erhielt er für sein Theaterstück Pedro y el Capitán den Amnesty-International-Preis und den Preis für das beste ausländische Werk.
1986 erhielt er für sein dichterisches und essayistisches Werk in Bulgarien den Christo-Botew-Preis. 1987 verlieh ihm Amnesty International in Brüssel den Golden Flame Prize für den Roman „Frühling im Schatten“ (Primavera con una esquina rota).
Seit 1993 war Benedetti Ehrenprofessor der Universidad de Buenos Aires. An der Geistes- und Erziehungswissenschaftlichen Fakultät (FHCE) der Universidad de la República wurde er 1996 emeritiert. Zudem erhielt er die Ehrendoktorwürden der Universitäten in Havanna, Valladolid und Alicante.
1995 wurde er in Chile mit der Gabriela-Mistral-Medaille (Medalla Gabriela Mistral) ausgezeichnet. Im Folgejahr erhielt er dann in seinem Heimatland für sein essayistisches Werk den Premio Bartolomé Hidalgo in der Spezialausgabe (Premio Especial Bartolomé Hidalgo), den er fünf Jahre später abermals für sein Lebenswerk auf der Grundlage öffentlicher Abstimmung zugesprochen bekam.
1999 wurde ihm der Königin-Sofía-Preis für iberoamerikanische Poesie und 2000 der Interamerikanische José-Martí-Preis verliehen.
Ebenfalls 1999 ernannte ihn die Academia Nacional de Letras de Uruguay zum Ehrenmitglied (Académico de Honor). Im selben Jahr zeichnete ihn das Uruguayische Bildungs- und Kulturministerium gemeinsam mit Julio da Rosa für sein Intellektuelles Schaffen mit dem Großen Nationalpreis (Gran Premio Nacional) aus.
2002 erklärte die Intendencia Municipal von Montevideo Benedetti zum Ehrenbürger (Ciudadano Ilustre) von Montevideo.
2004 erhielt er den Etnosur-Preis der Encuentros Étnicos de la Sierra Sur in Alcalá la Real (Provinz Jaén, Spanien).
Am 7. Juni 2005 wurde ihm der mit 48.000 Euro dotierte Internationale Menéndez Pelayo-Preis der Universidad Internacional Menéndez Pelayo in Santander verliehen.
Am 18. Dezember 2007 wurde ihm der Francisco de Miranda-Orden Erster Klasse verliehen, die höchste Auszeichnung des Staates Venezuela für Wissenschaft und Kultur.
Am 14. Mai 2021 wurde ein Asteroid nach ihm benannt: (5346) Benedetti.